# Lau-Inseln
Die Lau-Inseln (auch Lau-Archipel, Lau-Gruppe oder Östliche Inseln) sind ein zum pazifischen Staat Fidschi gehörender Archipel im südlichen Pazifik. Sie bilden eine der 14 Provinzen Fidschis und sind Teil der Eastern Division des Landes.
Die etwa 100 Inseln, von denen nur ungefähr 30 bewohnt sind, erstrecken sich östlich der Korosee von Nord nach Süd über fast 1000 km, die Gesamtlandfläche beträgt 487 km². Das Vuata Ono Marine Protected Area ist ein 7,5 km² großes marines Naturschutzgebiet. Die größten und bedeutendsten Inseln des Archipels sind, von Nord nach Süd:
In der Northern Lau Group
- Yacata, gehört als einzige Lau-Insel zur Northern Division
- Naitaba
- Vanua Balavu, Hauptinsel
- Kanacea
- Vatu Vara
- Mago
- Tuvuca
- Cicia
- Nayau
- Cakau Tabu (unbewohnt, bekannt für Riesenmuscheln)

In der Southern Lau Group
- Lakeba, Hauptinsel
- Vanua Vatu
- Olorua
- Oneata
- Moce
- Komo
- Namuka-i-Lau
- Vuaqava
- Kabara
- Yagasa
- Fulaga
- Ogea
- Vatoa

In der Moala Group
- Moala
- Totoya
- Matuku

Isoliert im äußersten Süden
- Ono-i-Lau
- Tuvana-i-Colo
- Tuvana-i-Ra

Die Bevölkerung hat abgenommen, von 12.211 (Zensus 1996) auf 10.683 (Zensus März 2007) und zuletzt 9602 (Zensus 2017). Hauptort ist Tubou auf der Insel Lakeba.